# Angelo Solerti
Angelo Solerti (Savona, 20 settembre 1865 – Massa, 10 febbraio 1907) è stato un critico letterario italiano.

## Biografia
Angelo Solerti studiò all'Università di Torino, dove fu allievo di Rodolfo Renier.
Dopo la laurea fu professore d'italiano nei licei prima che i suoi problemi di salute non lo costringessero a rinunciare alla carriera di docente. Così, dopo un breve periodo alla Biblioteca nazionale Marciana, fu nominato provveditore agli studi, dapprima (dal 1900) per la provincia dell'Aquila. Ma «il clima dell'Aquila si rivelò poco salutare per lo storico savonese», e quindi, dal 1902, si trasferì con il medesimo incarico a Massa, città in cui visse i suoi ultimi anni con la famiglia. Sua moglie era Lina Saggini, con cui aveva contratto matrimonio il 24 aprile 1889.

### Contributi
Fu autore di varie opere critiche sulla letteratura italiana e sul melodramma. Una delle sue opere maggiori è senz'altro Le vite di Dante, Petrarca e Boccaccio scritte fino al secolo decimosesto, in cui sono raccolte tutte le biografie di Dante Alighieri, Francesco Petrarca e Giovanni Boccaccio, dal Trecento al Cinquecento. Da ricordare sono inoltre i suoi lavori su Torquato Tasso, con un'importante opera biografica (Vita di Torquato Tasso, 1895) e la sua cura per un'edizione critica della Gerusalemme liberata, pubblicata nel 1896.
Importante è anche il suo contributo nel campo della storia della musica e in particolare del melodramma, su cui produsse i vari volumi di tre sue opere, sulle quali aveva lavorato in parallelo nei primissimi anni del 1900: Le origini del melodramma. Testimonianze dei contemporanei (Torino, 1903), Gli albori del melodramma (tre volumi, Milano-Palermo-Napoli, 1904-1905) e Musica, ballo e drammatica alla Corte Medicea dal 1600 al 1637 (Firenze, 1905).

## Opere
Una sua bibliografia completa si rinviene in Rime disperse di Francesco Petrarca o a lui attribuite, per la prima volta raccolte a cura di Angelo Solerti, edizione postuma con prefazione introduzione e bibliografia a cura di Vittorio Cian (Firenze, Sansoni, 1909)
- Manuale di metrica classica Italiana ad accento ritmico, Ermanno Loescher, 1886 Google libri
- Le tragedie metriche di Alessandro Pazzi de' Medici, Romagnoli dall'Acqua, 1887
- Le odi di Giovanni Fantoni (Labindo), Torino, Loescher, 1887 Google libri
- Luigi, Lucrezia, Leonora d'Este, Studi di Giuseppe Campori e Angelo Solerti, Torino, E. Loescher ed., stabilimento Tipografico Vincenzo Bona, Torino, 1888 Google libri
- Saggio di bibliografia delle rime di Torquato Tasso, 1889
- Vita di Torquato Tasso, Ermanno Loescher, 1895 [vol. 1, 2, 3
- Gerusalemme liberata, edizione critica, 1896
- Autobiografie e vite de' maggiori scrittori italiani fino al secolo decimottavo, narrate da contemporanei, raccolte e annotate da Angelo Solerti, Albrighi, Segati & C., 1903
- Le origini del melodramma. Testimonianze dei contemporanei, Fratelli Bocca, 1903
  - Le origini del melodramma, G. Olms, 1969
  - Le origini del melodramma, Arnaldo Forni Editore, 1969
- Le "Favolette da recitarsi cantando" di Gabriello Chiabrera, Tip. F. Zappa, 1903
- Gli albori del melodramma, R. Sandron, 1904
  - Gli albori del melodramma, G. Olms, 1969
- Le vite di Dante, Petrarca e Boccaccio, F. Vallardi, s.d. (ma 1904)
- (cura di Vittorio Cian), Rime disperse di Francesco Petrarca o a lui attribuite, per la prima volta raccolte a cura di Angelo Solerti, ed. postuma, Firenze, Sansoni, 1909
- Musica, ballo e drammatica alla Corte Medicea dal 1600 al 1637, B. Blom, 1968
- Angelo Solerti, Pierre de Nolhac, Il viaggio in Italia di Enrico III Re di Francia e le feste a Venezia, Ferrara, Mantova e Torino..., Nabu Press, 2010 ISBN 978-1-145-46955-6